# Pauropus bollmani
Pauropus bollmani är en mångfotingart som beskrevs av Cook 1896. Pauropus bollmani ingår i släktet grovfåfotingar, och familjen fåfotingar. Inga underarter finns listade i Catalogue of Life.